# Acanthicus adonis
Az Acanthicus adonis a sugarasúszójú halak (Actinopterygii) osztályának harcsaalakúak (Siluriformes) rendjébe, ezen belül a tepsifejűharcsa-félék (Loricariidae) családjába tartozó faj.

## Előfordulása
Az Acanthicus adonis eredeti előfordulási területe Dél-Amerikában van. A Tocantins folyómedence alsó szakaszában él.

## Megjelenése
Ez a harcsafaj legfeljebb 20,6 centiméter hosszúra nő meg. A lapított, sötét testét számos világos petty borítja.

## Életmódja
A trópusi, 23-27 Celsius-fokos hőmérsékletű édesvizeket kedveli. A víz fenekén él és keresi a táplálékát.

## Felhasználása
Az akváriumi tartása ipari mértékű.